# Нижний город
Нижний город (ивр. העיר התחתית‎) — название одного из районов в нижней, центральной части города Хайфа. Ядро исторического развития города до создания государства Израиль, с 2003 года резиденция правительственного района.
С начала британского мандата и до середины 1970-х годов район был главным деловым центром Хайфы. По состоянию на 2015 год в нижнем городе проживало около 12 120 человек (около 5 % всех жителей Хайфы. От моря отделён районом Хайфский залив, с запада ограничен районом Западная Хайфа, с юга районом Адар и Неве-Шеанан.
Подрайоны (ивр. תת-רובע‎) Нижнего города:
- Нижний город восток (микрорайоны Вади-Салиб[англ.] и другие)
- Нижний город центр (Правительственный квартал и другие)
- Нижний город запад (микрорайоны Немецкая колония, Вади-Ниснас[англ.] и другие).

## История
Османский период
В середине XVIII века Дахр аль-Омар, «правитель Галилеи», перенес небольшой город Хайфа с его местоположения на востоке сегодняшнего Бат-Галим (Западная Хайфа) примерно на два километра к востоку — в полосу, благоприятную для защиты от угроз правителя Дамаска, а также от морских бурь. «Новая Хайфа» была окружена стеной с двумя воротами — одни («Яффские ворота») находились на площади Хамра (с 1954 года «Парижская площадь»), а другие («Ворота Акко») — на площади Фейсала  (микрорайон  Вади-Салиб. В восточной части (Ворота Акко) жили мусульмане, а в западной части христиане разных конфессий. Немногочисленные евреи (в основном сефарды) жили вдоль «Улицы евреев» и в «Еврейском квартале» Арад-аль-Яхуд. Площадь Хамра (Парижская площадь) обросла церквями — на севере расположилась кармелитская церковь «Илии Пророка» (освящена в 1867 г. ), на юге — Маронитская церковь и чуть дальше греко-православная и католическая церкви и благотворительные учреждения. На холме, к югу, в том месте, где сегодня находится Сад памяти в Хадар-Кармеле, Омар построил дополнительно цитадель Бурдж-Э-Салам, и дорогу к ней.
В XIX веке город процветал, глубоководный порт Хайфы стал предпочтительнее порта Акко. Площадь Хайфы составляла немногим более 150 дунамов и простиралась между площадью Хамра (сейчас Парижская площадь) и площадью Фейсала, между сегодняшними улицами Дерех ха-Ацмаут и Шиват Цион. Из камней разобранной городской стены были построены новые дома.  Темплеры обосновались в западной части Нижнего города, совершив архитектурные и сельскохозяйственные преобразования. Небольшая еврейская общины жила восточнее первого еврейского квартала в Хайфе. Сегодня это район улицы Кибу́ц Галуйо́т, и там почти не живут евреи, в конце XIX века  сменившие место проживания на Арад аль-Яхуд (вокруг сегодняшних улиц Иегуда Галеви и Ибн Габироль). Административным центром города во времена Османской империи был правительственный дворец «Бейт-Сарайя», который находился там, где сегодня стоит Парусная башня. Рядом с дворцом, перед  мечетью Аль-Джарина, построенной в конце XVIII века, вероятно, на руинах церкви крестоносцев, в 1899 году была возведена башня с часами, первая среди часовых башен Эрец-Исраэль, воздвигнутая в честь 25-летия правления султана Абдул Хамида. На рубеже XX-го века на площади Фейсала был открыт  железнодорожный вокзал Хайфа восточная. При турках, с площади Хамра, известной также как «Каретная площадь» (по -арабски «Сахат-эль-Ханатир»), разъезжались повозки в Иерусалим, Акко и Яффо.
Период британского мандата и войны за независимость
С приходом англичан в городе расположились штаб-квартиры международных корпораций, в Нижнем городе сосредоточилась основная доля национальной коммерческой и транспортной деятельности. В начале 1930-х часть моря была осушена для строительства глубоководного современного порта для нужд империи. Евреи основали в этом районе два торговых центра:
- «Старый торговый центр» (1927 год)
- «Новый торговый центр» (1936 год).

Вокруг порта образовались арабские кварталы, где, как и раньше, христиане жили на западе, а мусульмане на востоке.
Этническая и политическая напряжённость усиливалась по мере увеличения численности еврейского населения в Хайфе. События 1929 года привели к почти окончательному разделению арабских и еврейских кварталов — евреи ушли в «верхний город» Хадар-Кармель. Старый город стал считаться очень бедным районом, после того, как евреи владевшие около 20 % его территории, его покинули. В рамках планирования строительства проспекта короля Георга V был разработан план по разрушению старого города. Улица короля Георга (англ. Kingsway, «Королевская дорога») должна была стать осью запад-восток, кроме того, необходимо было  создать связь между Немецкой колонией, старым железнодорожным вокзалом и площадью Фейсала. Первая часть проспекта короля Георга (Кинг-роуд) была открыта в 1934 году. Название улицы было изменено в 1951 году на Сдерот Ха-Магиним, а восточная часть, пересекающая старый город, получила название Сдерот Пальям.
На протяжении второй половины XX века многие важные учреждения и предприятия продолжили покидать центр города, в  1930-х и 1940-х годах коммерческий центр сместился на  Адар, в 1970-е и 1980-е годы — в район Кармель. Инфраструктура Нижнего города ветшала, многие здания стояли неиспользованными, главные улицы пустели в нерабочее время, а из-за отсутствия городского плана со времён мандата интерес к инвестициям в этом месте снизился.
В 1940-х годах в Нижнем городе происходили события, предшествующие провозглашению государства Израиль, включая убийство евреев в новом торговом центре и взрыв заминированного грузовика перед Бейт-Солэль-Буна (ивр. בית סולל בונה‎), приведший к жертвам. Сражения Войны за независимость велись во всех частях Нижнего города. В этой войне арабы понесли потери, большая часть бежала через порт, небольшая часть предпочла остаться и, в основном, сосредоточилась в районе Вади Ниснас.
Израильская Хайфа
После создания государства Израиль в Нижнем городе располагались основные отделения коммерческих банков, страховых компаний, коммерческих компаний, в основном, связанных с портом и его деятельностью, таможни, правительственные учреждения, такие как как налоговые органы, магазины, мастерские и поставщики различных услуг. Торговые ряды в переулках Турецкого рынка между улицами Хаят и Ильи Пророка были переданы ряду граждан в рамках социальной реабилитации, и в них продавали фрукты и рыбу. Вокруг порта была создана функциональная зона, в которую входили, среди прочего, здание крупнейшей компании по грузоперевозкам «ZIM», Центральный почтамт и «Башня Пальям». Однако значительная часть торговых центров Нижнего города переехала в места, обеспеченные парковками, многие дома были разрушены, а центр города заброшен.
В начале 1950-х годов застройка на улице Сдерот Пальям (ивр. שדרות פל"ים‎) привела к разрушению старых домов между площадью Хамра и площадью Фейсала. В конце этого десятилетия произошли события в Вади-Салиб, оставившие тяжёлый след в общественном дискурсе в Израиле. Тогда же было создано метро Хайфы — Кармелит, первая остановка которого была расположена на площади Хамра, переименованной в Парижскую площадь в честь французской компании, построившей метро.
В середине 1970-х годов компания «Эгед» переместила свой центральный вокзал  в район Бат-Галим (перекресток Дольфин), первый железнодорожный вокзал  города «Хайфа Восточная» был закрыт,  что уменьшило количество пассажиров и покупателей магазинов в Нижнем городе. Финансовые организации (такие как Банк Хапоалим) закрыли свои основные офисы в Нижнем городе  или обанкротились и освободили офисные здания, которые теперь пустовали. Кульминацией  стал переезд из Нижнего города Электрической компании и компании ЦИМ в конце 1990-х годов.
В 1990-х годах дома темплеров на бульваре Бен-Гуриона были отремонтированы. С 1993 года  Немецкая колония оживилась благодаря фестивалю «Праздник праздников». Было принято решение перенести значительную часть институциональной и правительственной деятельности в Нижний город в район порта.
На рубеже XXI века в Нижнем городе был построен правительственный квартал имени Рабина и Зал правосудия, причём башня напоминала пару парусов, а здание суда было спроектировано в форме корабля. Портовая улица, построенная в начале 1930-х годов, обновилась, превратившись в подобие пешеходной улицы с ресторанами и галереями. Крупные юридические и бухгалтерские конторы вернулись на близлежащие улицы. Некоторые из старых зданий возле центрального железнодорожного вокзала были переоборудованы для различных целей, включая студенческие общежития и места для отдыха.
Муниципалитет определился с концепцией обновления Нижнего города,  основанной на академической и студенческой деятельности с центром в «портовом кампусе». Академический центр Кармель получил одобрение Совета по высшему образованию и открылся в 2008 учебном году в здании, которое ранее использовалось, как склад зерна. Был запланирован и успешно осуществлён перевод в Нижний город нескольких учебных программ Хайфского университета (портовый и городской кампус), колледжей, в том числе филиала Академического колледжа Оно, отделений Техниона, колледжа по изучению китайской медицины «Тмурот», школы Анкори и Открытого университета, Clover College, а также офисов WeWork и других.
Мэрия утвердила и успешно претворила в жизнь план реабилитации Турецкого рынка, выделив на него бюджет в размере 10 миллионов шекелей.
В 2010 году начались и в 2013 году были успешно претворены в жизнь работы по запуску метронита. В сотрудничестве с муниципалитетом Парижа была осуществлена реконструкция Парижской площади. Торговые предприятия в Нижнем городе (улицы Ха-намаль, Ха-Ацмаут, Натанзон) увеличили долю площадей общественного питания и баров примерно на 35 %, коммерческие помещения и зоны общественного питания стали приносить ежемесячный доход в размере 55-65 миллионов шекелей (2022 год), по сравнению с суммой, близкой к нулю менее десяти лет назад, когда центр города был заброшен.
Порт Хайфы был частично приватизирован в первом десятилетии XXI века, с целью его конкуренции с портом Ашдод, который в конце XX века сравнялся с Хайским  по объёму грузоперевозок. Порт с самого начала вместе с центральной береговой линией 3 км был отделён от самого города железнодорожными путями. Доступа горожан к набережной в центре города нет (2022).
В 2023 году Нижний город по-прежнему представлял собой отгороженный от моря район, где было много закопченных и пустых зданий и мало розничной торговли, а его жители составляли, в основном, арабские семьи (около 70%). Тем не менее цены на недвижимость, которые до середины первого десятилетия XXI века были одними из самых низких в городе , постоянно растут . Различные жилые районы, окружающие порт, отличаются друг от друга по своему характеру, каждый район существует как отдельное сообщество, и весь район сегодня представляет собой разнородный район с признаками, как вырождения, так и обновления (Турецкий рынок, улицу Натанзон, улицу Ха-намаль отреставрировали и превратили в зону развлечений).
В планах превращение центра города в «самокатное пространство», в котором будут располагаться стартапы, офисные помещения с резиденциями для молодых людей (микроквартиры, долгосрочная аренда квартир), которые будут передвигаться пешком и/или на скутере.

## География

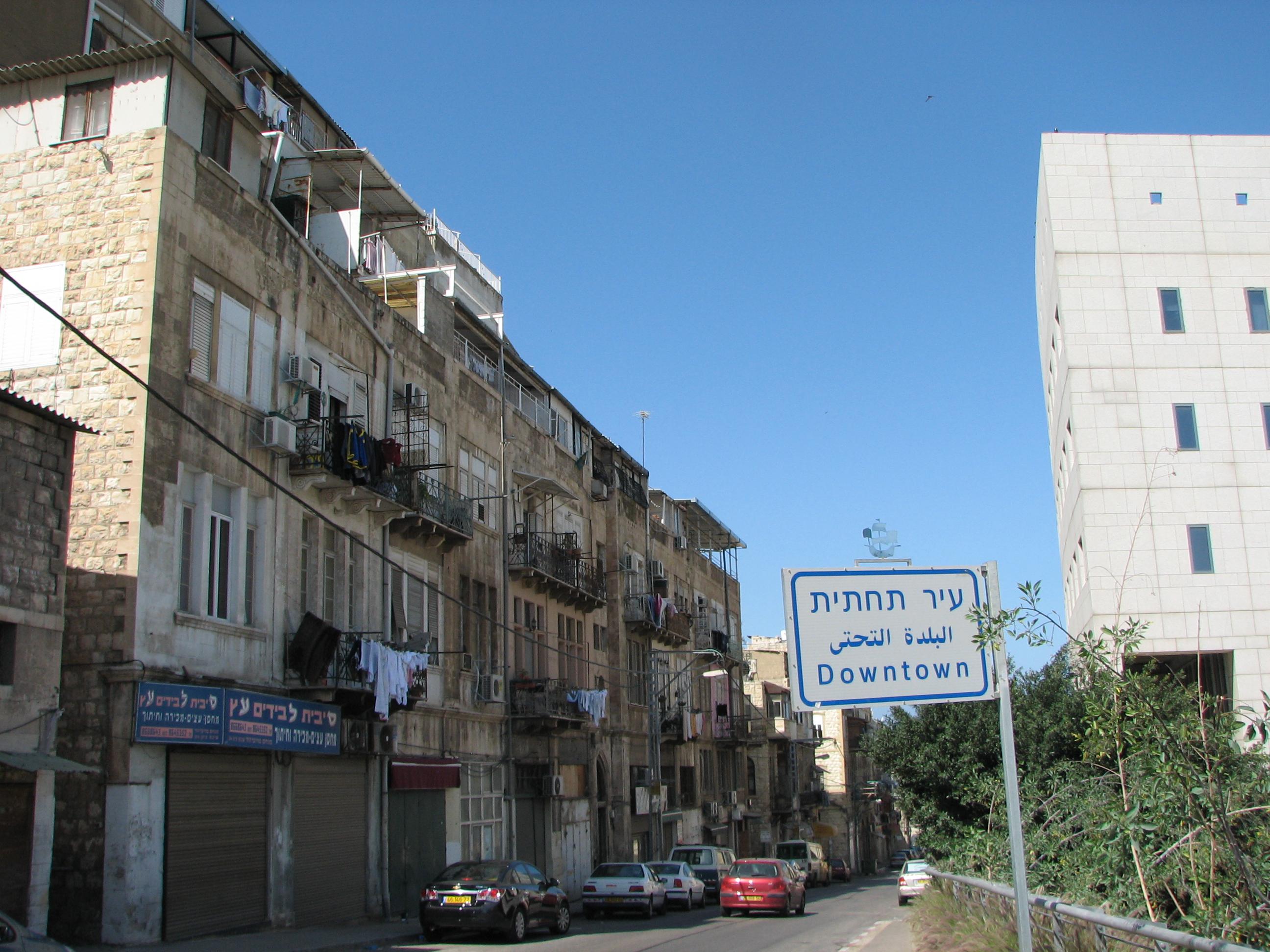
Знак, указывающий на начало нижнего города на улице Шиват Цион.

Нижний город расположен на севере города на побережье Хайфского залива, между мысом Кармель и устьем реки Кишон. Площадь района составляет около 1,92 квадратных километра (около 3 % от общей городской площади), а его границами являются: на севере и востоке — район «Хайфский залив», на юго-востоке — Неве-Шеанан (Халиса), на юге — Хадар-ха-Кармель,  на западе — район Западная Хайфа (микрорайоны Бат-Галим и Кирьят-Элиэзер).
Нижний город в основном равнинный. На северо-востоке к Нижнему городу прилегает обширная необитаемая территория района Хайфский залив, на которой расположены контейнерные терминалы и промышленная зона.
Географически и функционально центр города можно разделить на две основные части:
- Жилые районы — нижние склоны горы Кармель.
- Районы занятости — полоса суши, между жилыми кварталами и морем, где расположены портовые сооружения Хайфы, офисные здания и улица Дерех Ха-Ацмаут (ивр. דרך העצמאות‎, Дорога Независимости)

Подрайоны (ивр. תת-רובע‎) Нижнего города:
- Нижний город восток: (микрорайоны Ва́ди Сали́б и другие). Здесь расположены: оптовый рынок, религиозный совет, независимая образовательная школа «Шаарей Тора» и штаб-квартира Полиции Израиля Хайфы).
- Нижний город центр: (микрорайоны Порт Хайфы, Старый город, Деловой центр). Здесь находятся: здание «Городские окна» и большинство административных зданий, Парижская площадь, остановка Кармелита «Нижний город», а также центральный железнодорожный вокзал.
- Нижний город запад: (микрорайоны Немецкая колония и Вади-Ниснас). Здесь расположены: Музей истории Хайфы, Музей искусств Хайфы, Бейт-Хагафен, Колледж Виццо, Городской архив, Музыкальная консерватория, Итальянская больница, школы и центры для пожилых людей.

### Нижний город восток
Микрорайоны: Дерех Цейзель, Арад-аль-Яхуд—Вади-Салиб.
Вади Салиб
Вади Салиб ( Вади-Цалиб) — это микрорайон, построенный на рубеже XX-го века, жителями которого являются, в основном, мусульмане. Площадь Фейсала—сердце Вади-Салиб (названа в честь Фейсала Первого, короля Ирака), от неё веером расходятся улицы: бульвар Пальям, улицы Ха-Ацмаут, Бригады Голани (до этого она называлась улицей Хиджаз) и Кибуц Галуйот (ранее «улица Ирака»). На площади стоит мемориальная колонна с надписью на арабском языке в память о Фейсале. Рядом —«комплекс Паши» со зданиями бани (хаммам).

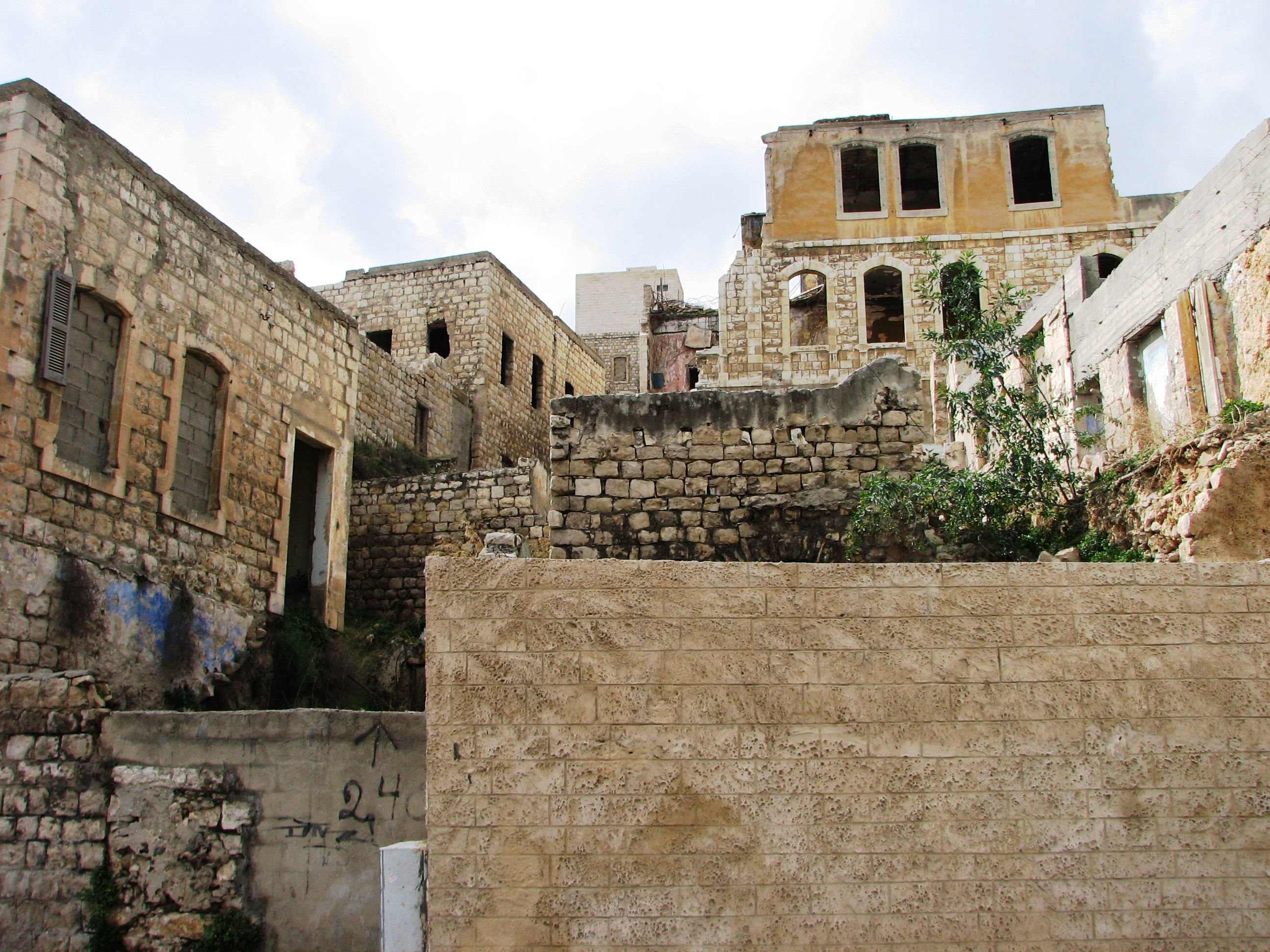
Район «Вади Салиб», вид с улицы Шиват Цион.

Во время Войны за независимость район был заброшен, а жители, оставшиеся в Хайфе, переехали в микрорайон Вади-Ниснас, который до этого был относительно однородным христианским районом. С окончанием боевых действий, заброшенные дома Вади-Салиба были заселены йеменскими репатриантами. В 1959 году, как итог десятилетия межконфессиональной напряженности,  местные жители марокканского происхождения восстали против ашкеназского истеблишмента с требованием улучшения дискриминационных жилищных условий. В начале 1960-х годов большинство жителей были эвакуированы в улучшенное жилье в другие районы, а начиная с 1970-х годов район был заброшен, и окна домов были заложены строительным кирпичом для предотвращения вторжений.
С созданием правительственного квартала в начале XXI века западная часть Вади-Салиб стала немного престижнее, поскольку старые и полуразрушенные дома были отремонтированы и в них стали размещать офисы, в основном адвокатские. Открылся  центр «Пирамида», в котором расположены мастерские художников, рынок антиквариата, а в прошлом также работал филиал муниципального театра «Бама 2». Создан «Парк вади» и новый жилой комплекс из трех 19-этажных зданий.

### Нижний город центр
Микрорайоны: Правительственный квартал им. И. Рабина, Шаар-Плюмер—Центральный железнодорожный вокзал.
Центральный железнодорожный вокзал

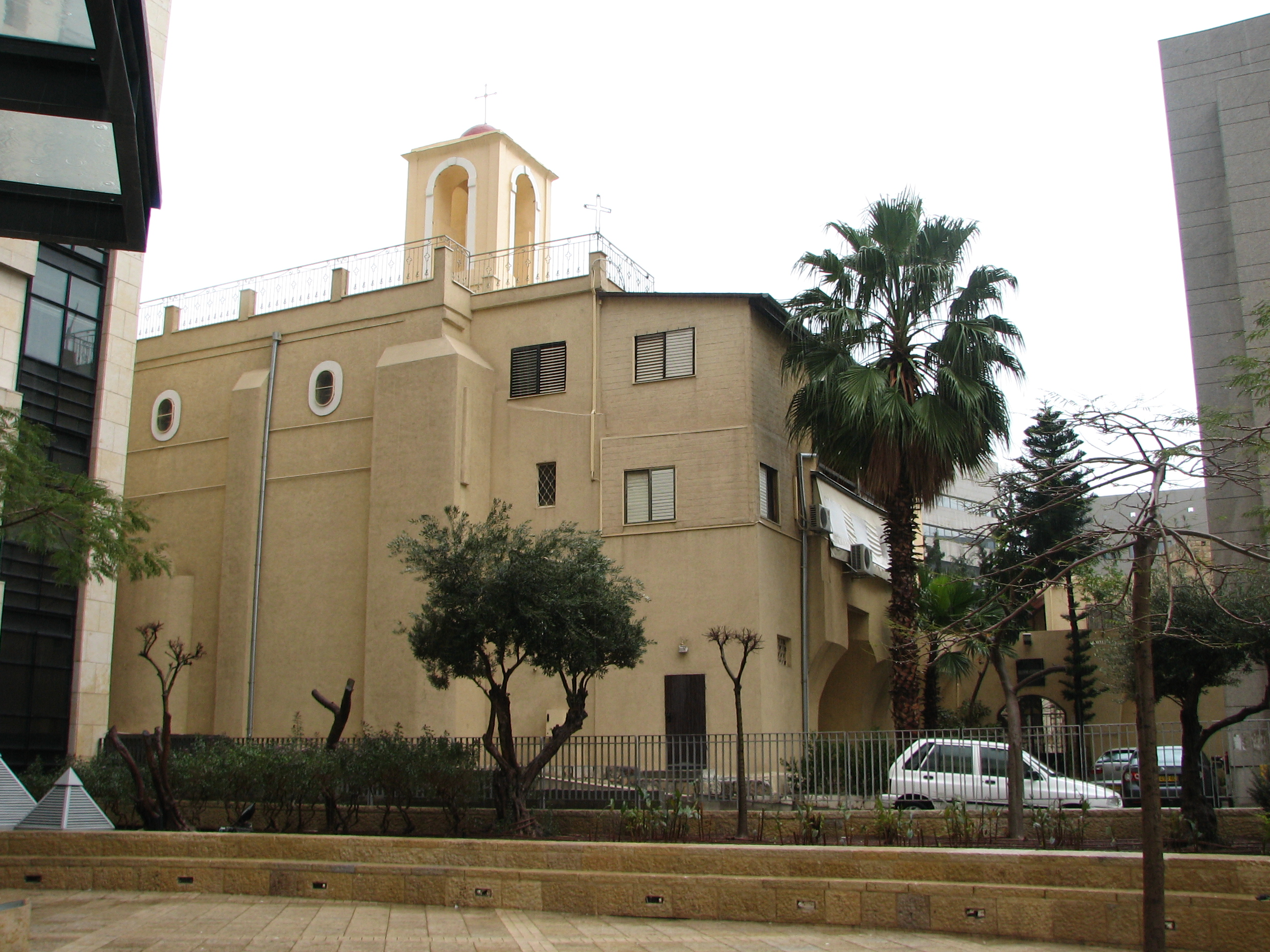
Церковь А-Саида (Богоматерь), принадлежащая греко-католической общине.

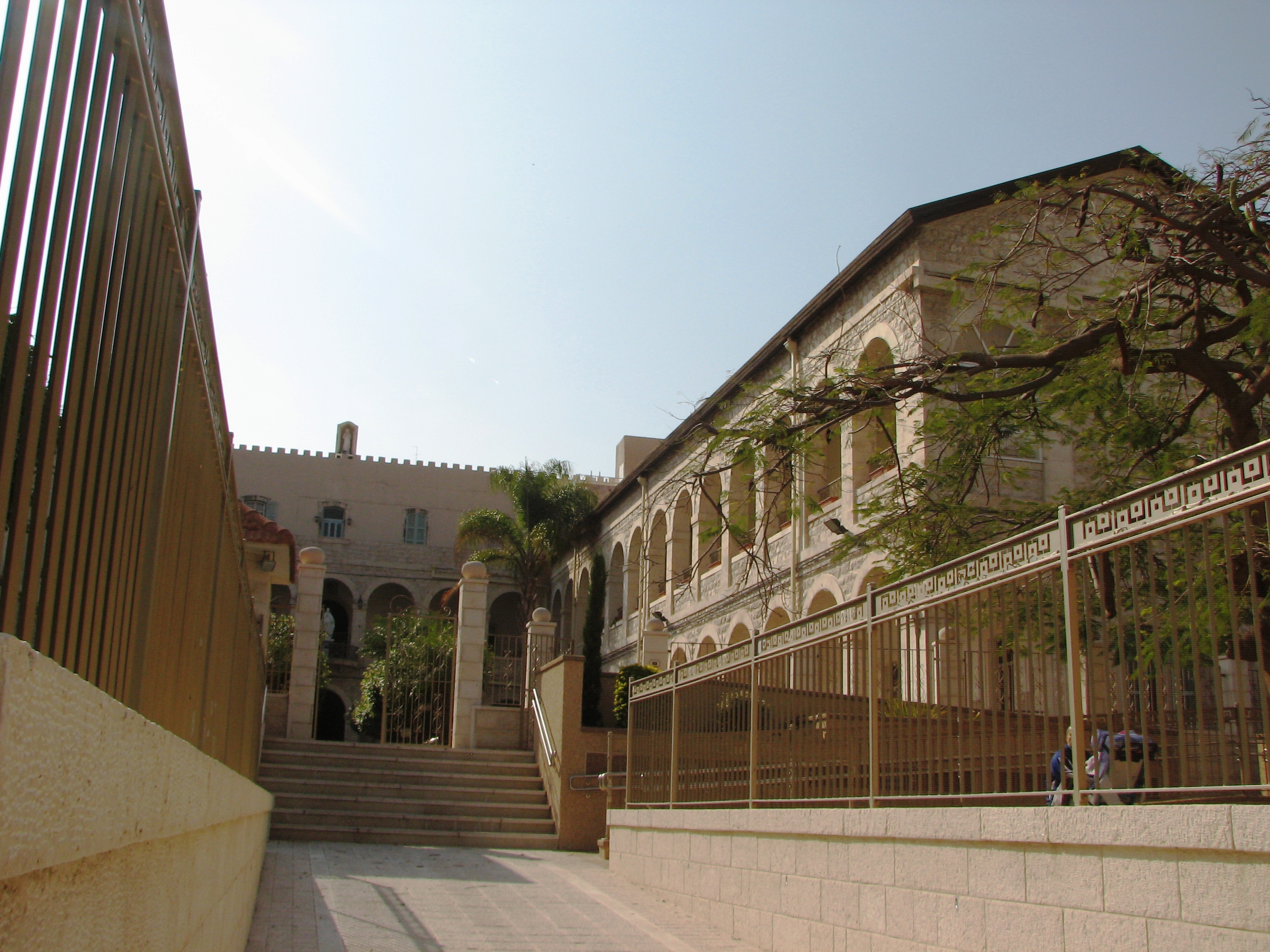
Резиденция Святого Сердца

Хайфа Мерказ Ха-Шмона (Железнодорожный вокзал) был построен в 1937 году. Перед ним находится  площадь имени лорда Плюмера, которая сейчас используется как автостоянка. Недалеко находится пассажирский зал порта.

### Нижний город запад
Микрорайоны: Вади-Ниснас, Мошава Германит и другие.
Вади-Ниснас
Вади-Ниснас — арабский микрорайон, сохранивший свою идентичность после создания государства Израиль. В прошлом по соседству также жили евреи. В боях, состоявшихся в Вади-Ниснас в рамках битвы за Хайфу,  еврейская сторона, бойцы которой базировались в районе Хадар над Вади, сбрасывала бочки, начинённые взрывчаткой, что катились по крутым улицам и пугали арабских боевиков, сосредоточившихся в Вади и в нижней части города. Главная улица района — улица Хури (, названа в честь семьи Хури), а рядом с ней — церковь и школа имени Святого Иоанна Крестителя, дом Гистадрут и Хайфский рабочий совет, а также Башня Пророков (на месте, где раньше располагался «Бейт Хури»), зеркальное здание, которое в 1980-х и 1990-х годах служило коммерческим якорем «Хадар» и располагало магазином «Шекам» и офисами Хайфского округа Министерства образования. Впоследствии офисы переехали в «Башню Парус». На улице Шабтай Леви находится Хайфский художественный музей, а рядом с ним Бейт Хагефен — арабо-еврейский центр, где находится действующий театр, зал которого используется, в том числе, Английским театром в Хайфе.
Немецкая колония
Первой колонией, построенной немецкими темплерами в Земле Израиля в середине XIX века, является немецкая колония в Хайфе.
Центральная улица, бульвар Бен-Гуриона, соединяет склоны Бахайских садов и улицу Независимости на окраине порта.
Темплеры (протестанты из Баден-Вюртемберга), принесли с собой новаторский образ жизни. Стиль их домов не был известен до их прихода (сочетание европейских мотивов, таких как фронтоны и карнизы, с мотивами восточных арок. Надпись на доме на немецком языке обычно представляла собой цитату из Библии, имеющую значение для семьи, проживающей в доме.  Над входом был балкон.
В конце XX века район стал туристическим, с ресторанами и кафе. Среди отреставрированных домов: американское консульство, Управление по туризму муниципалитета Хайфы, городской музей Бейт-ха-Ам, торговый центр «City Center», Дом солдата.
У моря, к северу от улицы Ха-Ацмаут, находится элеватор Дагон. На улице Прасим находится Дом паломников бахаи с ухоженным садом, аналогичным Бахайским садам, оранжереей. Итальянская больница расположена на улице Сдерот Ха-Магиним. На пересечении улиц Сдерот Ционот и Ха-Гефен расположен «Дом художника Шагала».

## Транспорт

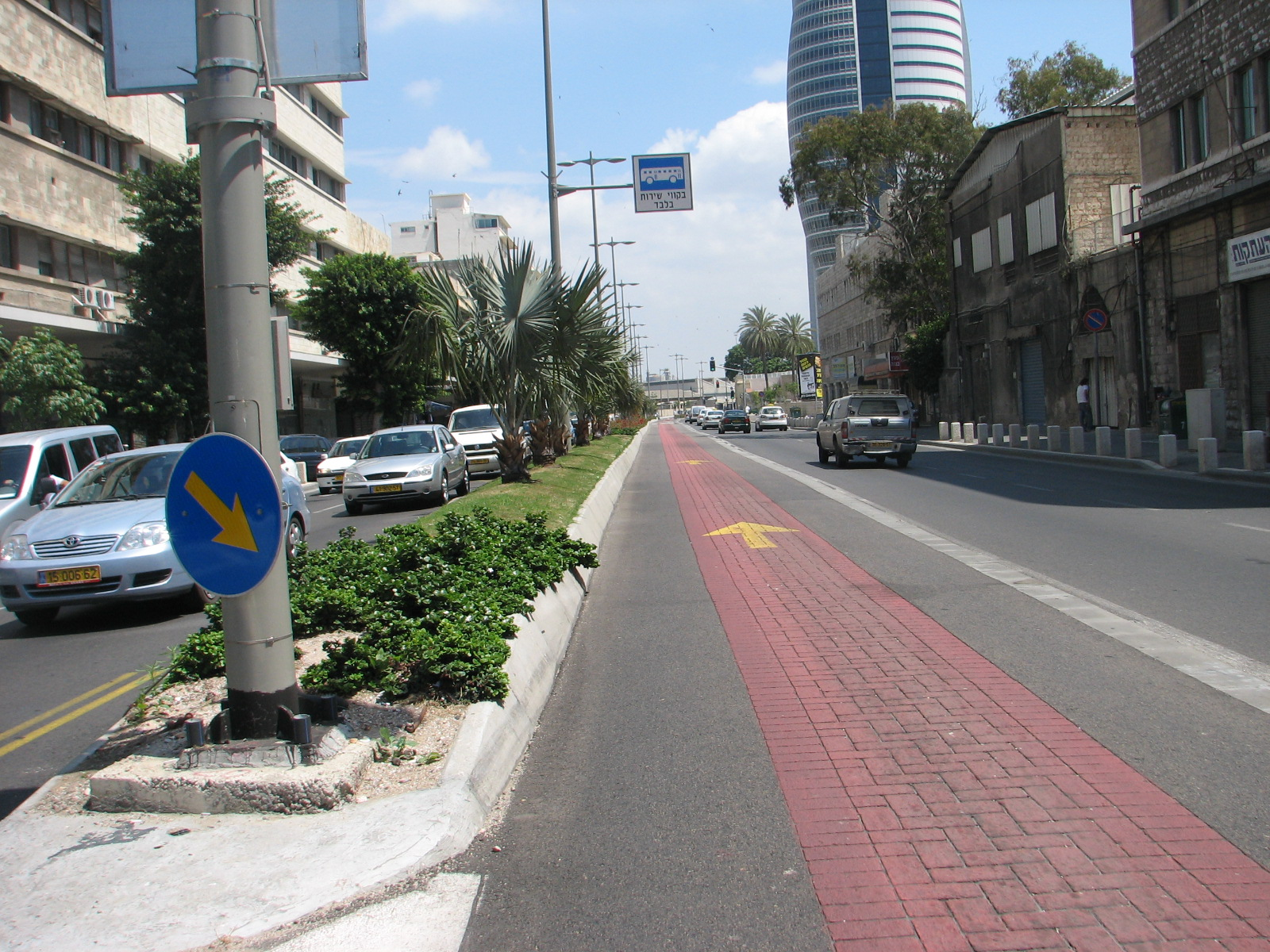
улица Ха-Ацмаут

Главной дорогой Нижнего города служит улица Дерех ха-Ацмаут, переходящая на западе в бульвар Хагана (дорога 4), на востоке в шоссе 752, ведущее к Нешеру и Назарету. Улица Дерех ха-Ацмаут была проложена британцами (англ. Kingsway, «Королевская дорога»), на территории, которая была осушена при основании порта Хайфы. Шоссе № 22 соединяет центр Нижнего города с Кирьят-Ямом и Акко, пролегая при этом по микрорайону Хоф-Шеман района Хайфский залив и Кирьят-Хаим. Начало этой дороги находится на развязке Хирам (ивр. חירם‎), которая соединяет Сдерот ха-Пальям с улицей Бригады Голани возле площади Фейсал. Другими основными дорогами являются:
- Сдерот Ха-Магиним, Сдерот Бен-Гурион, Дерех Яффо на западе,
- Дерех Бар-Йехуда и улицы героев, Хирам и кибуц Галуйот на востоке.

В начале XX века первый автовокзал Хайфы находился на Парижской площади, позже на площади Плюмер, некоторое время после образования государства центральный вокзал компании «Эгед» располагался рядом с бульваром Бен-Гурион. С 2013 года работает Метронит, маршрут которого проходит по эксклюзивным переулкам на улицах Ха-Ацамаут и Пальям. Кроме того курсируют общественные автобусы.
Железнодорожная станция в районе Нижнего города называется «Хайфа-Мерказ ха-шмона». Во время строительства Правительственного квартала было обещано, что первая железнодорожная станция Хайфы (Хайфа-Восточная) будет отремонтирована, а на Таможне будет построена новая станция, но этого не случилось. От прибрежной железной дороги, проходящей вдоль набережной города, отходят ветки железных дорог, обслуживающих порт, депо Израильской железной дороги и элеватора Дагон.
Сам порт Хайфы больше используется для разгрузки и погрузки товаров, чем для перевозки пассажиров. Через терминал проходят как пассажиры туристических кораблей, прибывающих с целью экскурсий по Израилю, так и пассажиры лайнеров, некоторые с автомобилями. Также в порт заходят туристические круизные лайнеры Средиземного моря. В первом квартале 2007 года через ворота Хайфского порта прошло 13 857 пассажиров.
В 1950-х годах на Парижской площади была открыта первая станция Кармелита.
Развитие районов Хайфы на горе Кармель с годами создали транспортные предпочтения, которые устранили историческое преимущество центра города, как доступного перекрестка. Расположение на равнине, рядом с портом и метро Кармелит, перестало играть роль для значительной части населения. Часть пробок с въездов в город переместилась на транспортные магистрали внутри Нижнего города. Отмена возможности парковаться вдоль улицы Независимости, открытие тоннелей Кармель, с одной стороны частично решило транспортную проблему, но с другой нанесло удар по бизнесам Нижнего города.

## Архитектура
Архитектура Центра Нижнего города включает:
- здания, построенные англичанами («мандатный стиль»),
- здания городской арабской постройки, есть датируемые XVIII веком. Комплекс «Турецкий рынок» 1920-х годов включает в себя ряд эклектичных зданий, представляющих особую средиземноморскую архитектуру (с середины 1930-х годов это место называлось «Старый торговый центр»).
- Парижская площадь, сердце района, где находится конечная остановка Кармелита и фонтан. К востоку от площади, за кармелитской церковью имени Илии Пророка, находились западные ворота в стене, окружавшей город аль-Омара. На улице Банким сохранилось здание Holland Bank, где Рауль Валленберг работал в 1930-х годах. На улице Натанзон с 1920-х годов сохранилось здание Англо-Палестинского банка, сегодня в нём размещаются консульства и судоходные компании. Рядом с башней Парус сохранилось здание Кишла, которое на протяжении всего Британского мандата использовалось как тюрьма для участников Движения Сопротивления во время Второй мировой войны, а сегодня заложено кирпичом. Рядом со зданием правительства  находится «Дом милосердия», который используется как реабилитационное учреждение для освобождённых заключённых, а на его территории находится греко-католическая церковь А-Саида. На улице Алленби, 13, в здании, которое раньше использовалось как монастырь, находится монашеское учреждение «Святое Сердце», которое используется как резиденция для еврейских и арабских мальчиков с тяжёлой умственной отсталостью.

## Достопримечательности Нижнего города

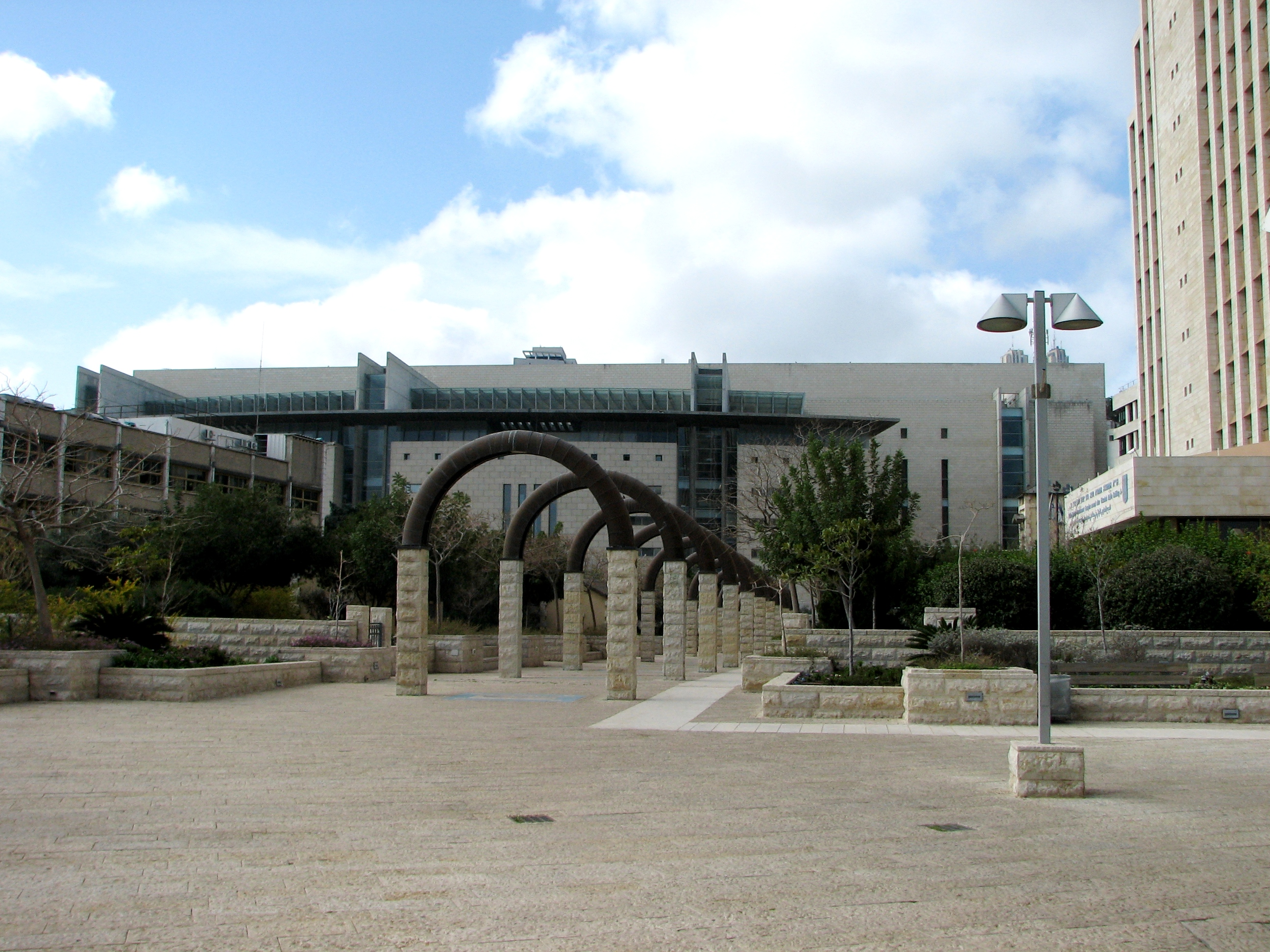
Арочный променад. На заднем плане здание суда

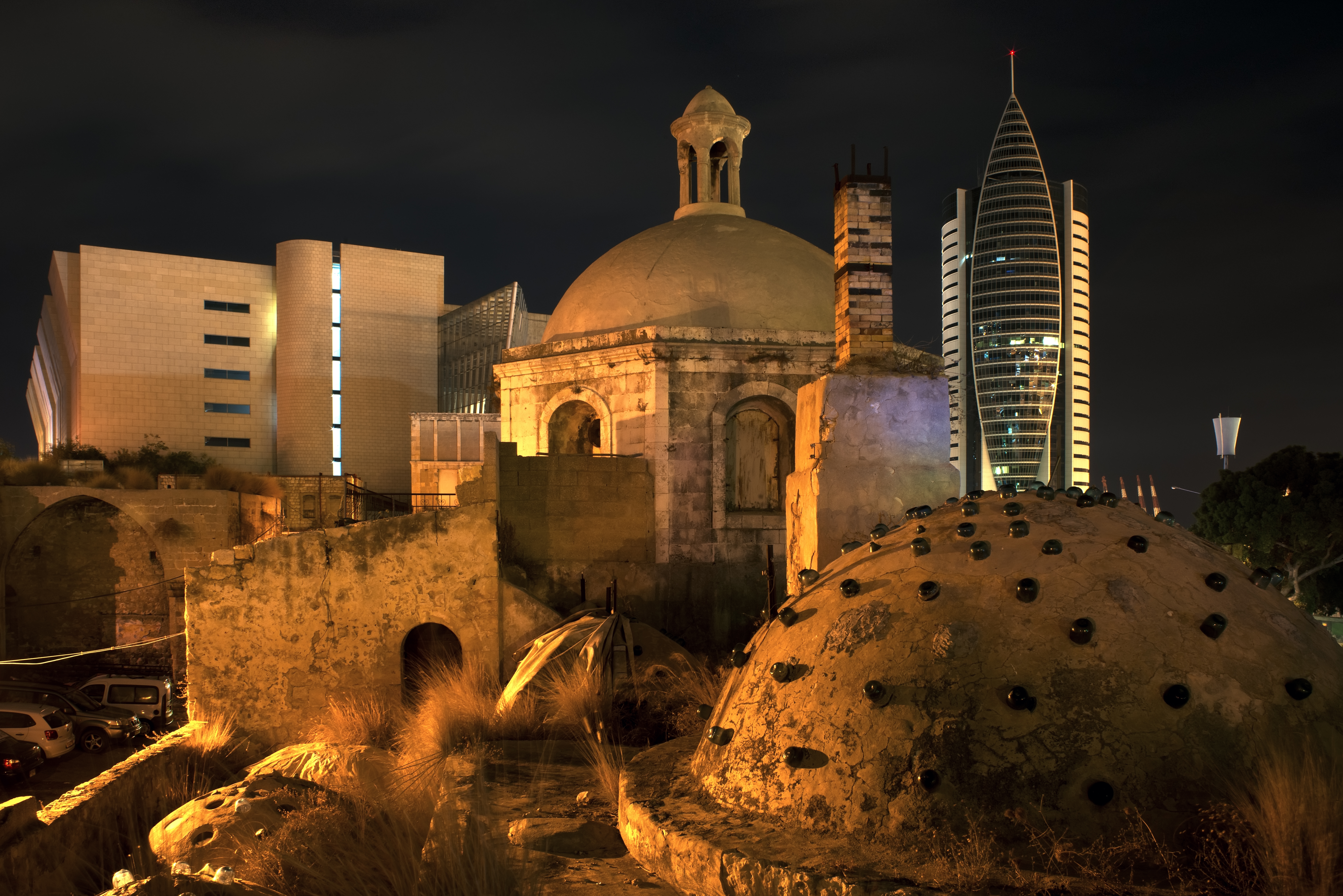
Комплекс Аль-Паша

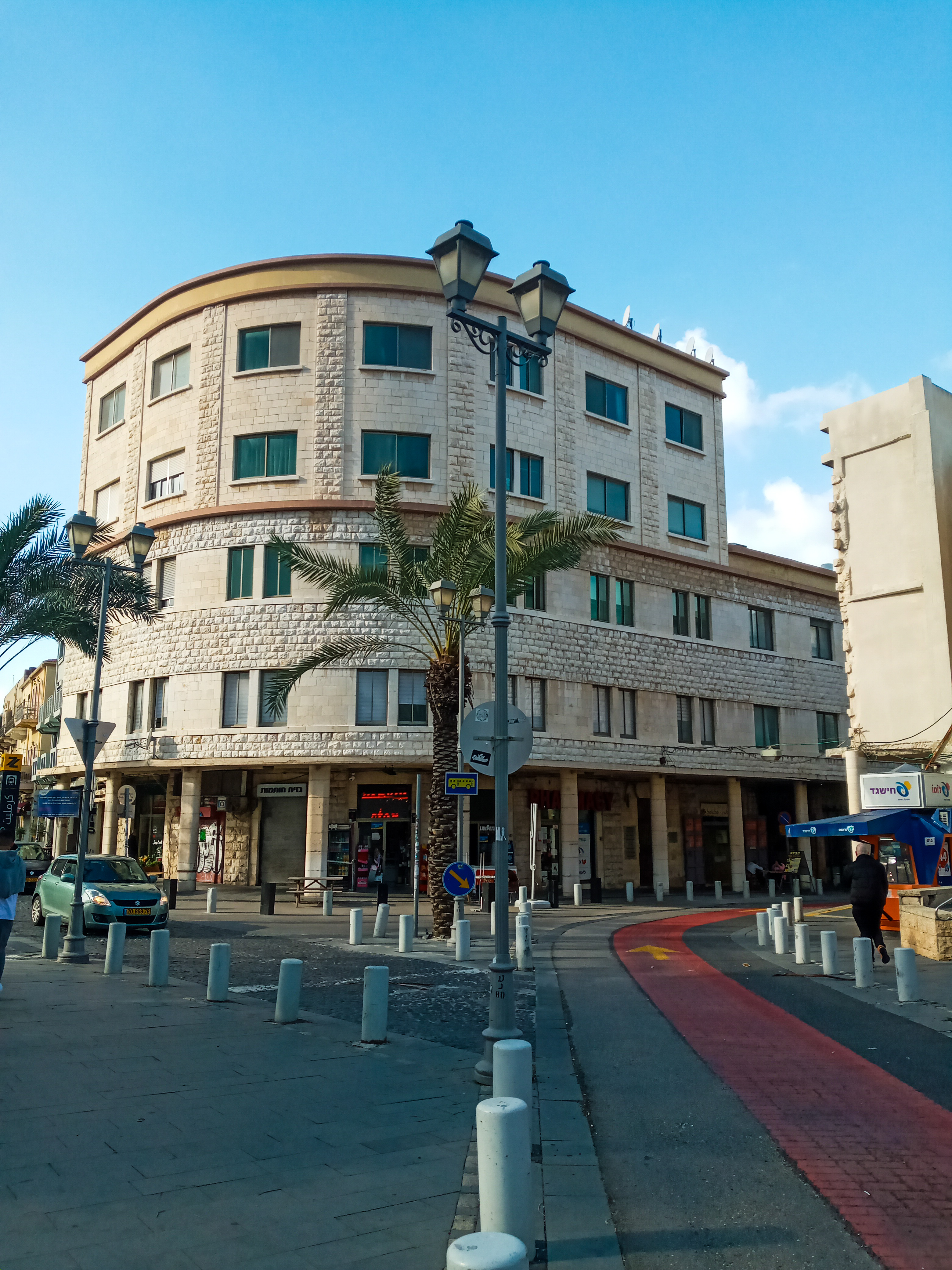
Станция кармелита, площадь Хамра

Архитектурное наследие Нижнего города:
- Комплекс Аль-Паша
- Правительственный квартал: Парусная башня, Эспланада, здание Министерства финансов и суды.
- Дом Грейс
- Железнодорожный вокзал Хайфа-Восточная
- Парижская площадь, станция  Кармелит
- Мечеть Аль-Джарина
- Элеватор Дагон
- Руины Вади-Салиб
- Мечеть А-Захир, построенная во времена Дар аль-Омара.
- Банк Голландии
- Торговый центр "Сити-центр "
- Монастырь и резиденция Святого Сердца
- Большие мельницы
- Итальянская больница
- Англиканская епископальная школа и церковь Св. Иоанна
- Епископальная церковь Святого Луки
- Собор пророка Илии — резиденция архиепископа католической общины
- Народный дом темплеров
- Центральный почтамт
- Маронитская церковь Святого Луи
- Кармелитская церковь
- Старый торговый центр (Турецкий рынок)

## Культура

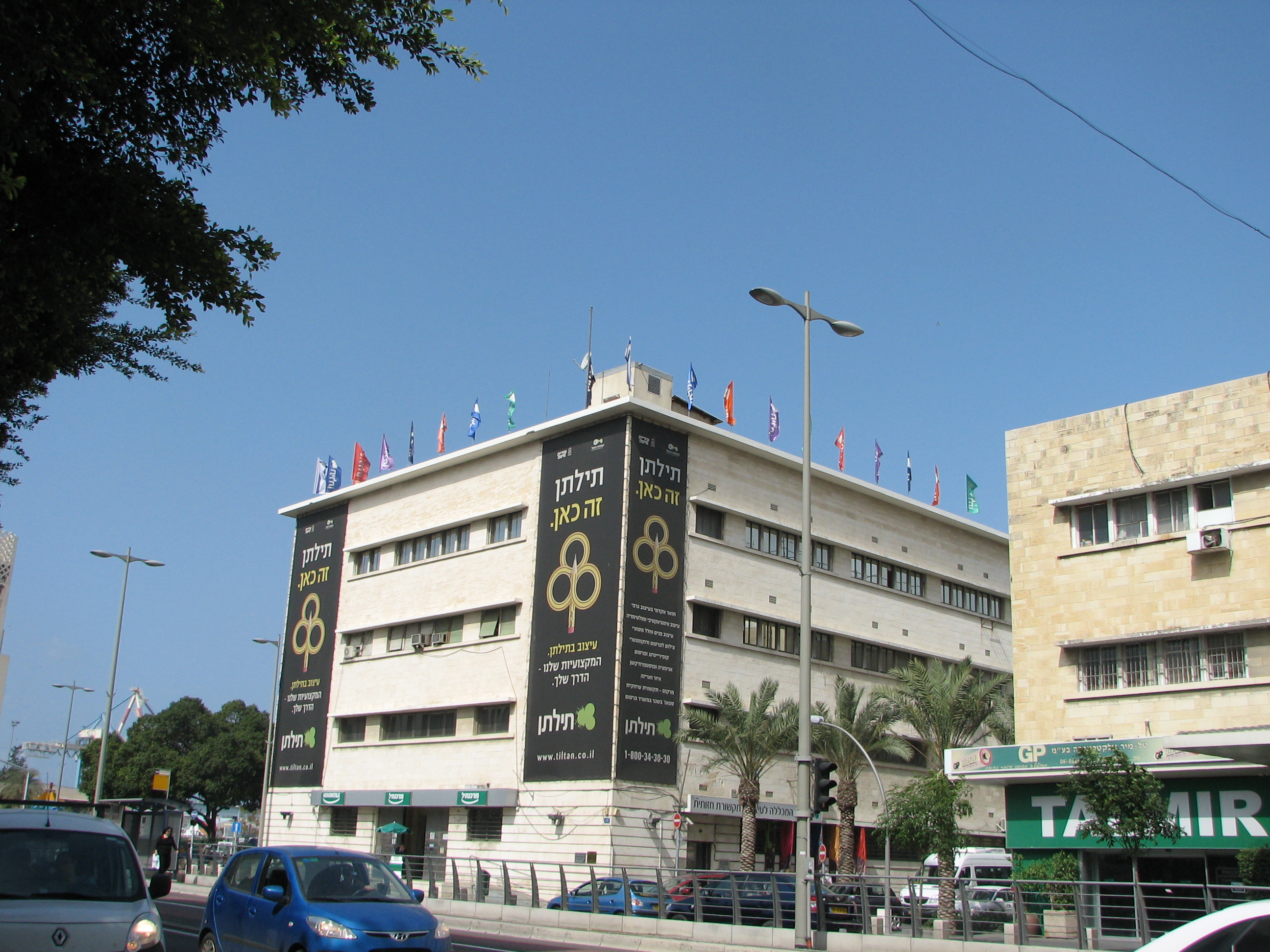
Колледж Тилатан на улице Хацмаут

В центре Хайфы находится ряд действующих учреждений и культурных объектов,
- Академия дизайна Witso
- Дом художника Шагала
- Галерея ОГ
- Галерея Бейт Хагефен
- Театр Аль-Карама — арабский театр от Бейт ха-Гефен
- Дом паломников на улице Прасим
- Городской музей Хайфы
- Железнодорожный музей
- Хайфский художественный музей
- Музей Дагона
- Музей нефтяной промышленности
- Тилатан — Колледж дизайна и визуальных коммуникаций
- Центр современного искусства «Пирамида»
- Студия альтернативной культуры «Муравей»
- Театр Альмидан — арабский театр, действующий в Башне пророков.
- «Улицы песни» в Вади-Ниснас, фестиваль «Праздник праздников», проводимый каждую зиму, рынки искусства, продуктов питания и антиквариата.

## Вызовы XXI века
С середины XX века «Нижний город» сталкивается с целым рядом взаимосвязанных факторов, которые препятствуют или замедляют его развитие:
- Экспроприация береговой линии — с того дня, когда власти британского мандата определили расположение порта по всей ширине центральной береговой линии Хайфы (вместо продольного продолжения пирса вглубь моря), город оказался отгорожен от моря железной дорогой, с другой стороны которой, вместо набережной, находятся портовые сооружения и контейнерные площадки, склады и мастерские. Эта территория не является частью городской жизни, а является буфером между городом и морем. Министерство внутренних дел через Комитет по охране прибрежной среды вынесло постановление, что железнодорожная трасса  должна быть подземной [12]. Однако Управление Израильских железных дорог не только не выполнило данное постановление, но и  добавило большого количества надземной инфраструктуры в рамках электрификации национальной железнодорожной системы. Железнодорожная компания обжаловала это решение и выиграла дело. Муниципалитет Хайфы вместе с общественными организациями с 2011 года ведёт общественную борьбу против этого решения, но и к 2023 году набережной у Хайфы по- прежнему нет.
- несоответствие старых магазинов современным стандартам, а также проблемы с парковкой удерживают покупателей от посещения торговых центров, из-за чего некоторые из них закрылись или переехали в другие места.
- многие улицы не используются для какой-либо городской-общественной деятельности, а некоторые из них даже не заселены.
- люди, живущие в Нижнем городе, всего около 12 тысяч, не являются населением, питающим хозяйственную деятельность центра города. Те, кто участвует и имеет большее влияние на то, что там делается, в основном живут в Кармеле и пригородах. Таким образом существует разрыв между повседневной жизнью и городской идентичностью[13]. Если в Немецкой колонии есть какая-то досуговая деятельность, то на востоке — её почти нет, особенно в вечерние часы.
- во всем Нижнем городе почти нет общественных зеленых насаждений.
- нет никакого поощрения за историческое сохранение домов Вади-Салиб и района Восточного железнодорожного вокзала.
- правительственное здание и прилегающие к нему офисы закрываются во второй половине дня, в этом месте нет жилых домов, нет непрерывной торговли и нет деятельности, которая служила бы связующим звеном между временем закрытия офисов и открытием ночных развлекательных заведений.
- такие улицы, как Сдерот Пальям и Ибн Габриэль, которые могли бы быть пешеходной городской средой, стали «проезжей частью» со строительством путепроводов и парковок[14].